# Anisosticta novemdecimpunctata
Anisosticta novemdecimpunctata  (лат.) — вид жуков из семейства божьих коровок. Длина тела имаго 3—4 мм. Низ тела чёрный с жёлтой каймой брюшка, верх — жёлтый с 26 мелкими чёрными точками. На темени имеется двулопастная перевязь. Точки могут сливаться с соседними. Ноги и усики жёлтые. Встречаются на болотах.